# 81. Kongress der Vereinigten Staaten
Der 81. Kongress der Vereinigten Staaten, bestehend aus dem Repräsentantenhaus und dem Senat, war die Legislative der Vereinigten Staaten. Seine Legislaturperiode dauerte vom 3. Januar 1949 bis zum 3. Januar 1951. Alle Abgeordneten des Repräsentantenhauses sowie ein Drittel der Senatoren (Klasse II) waren im November 1948 bzw. im September im Bundesstaat Maine bei den Kongresswahlen gewählt worden. Dabei ergab sich in beiden Kammern eine Mehrheit für die Demokratische Partei, die mit Harry S. Truman auch den Präsidenten stellte. Der Republikanischen Partei blieb nur die Rolle der Oppositionspartei. Während der Legislaturperiode gab es einige Rücktritte und Todesfälle, die aber an den Mehrheitsverhältnissen nichts änderten. Der Kongress tagte in der amerikanischen Bundeshauptstadt Washington, D.C. Die Vereinigten Staaten bestanden damals aus 48 Bundesstaaten. Die Sitzverteilung im Repräsentantenhaus basierte auf der Volkszählung von 1940.

## Wichtige Ereignisse
Siehe auch 1949 und 1950
- 3. Januar 1949: Beginn der Legislaturperiode des 81. Kongresses
- 20. Januar 1949: Präsident Truman wird in seine zweite und erste vollständige Amtszeit eingeführt.
- 16. August 1949: Das Amt des Chairman of the Joint Chiefs of Staff, des höchsten militärischen Amts in den amerikanischen Streitkräften wird geschaffen.
- 31. Januar 1950: Präsident Truman befiehlt den Bau der Wasserstoffbombe als Antwort auf die erste Atombomben Versuche der Sowjetunion im Jahr 1949.
- 27. Juni 1950: Beginn des Koreakriegs. Präsident Truman schickt Militäreinheiten zur Verteidigung Südkoreas. Der Rest der Legislaturperiode wird von diesem Krieg überschattet.

## Die wichtigsten Gesetze
In den Sitzungsperioden des 81. Kongresses wurden unter anderem folgende Bundesgesetze verabschiedet (siehe auch: Gesetzgebungsverfahren):
- 20. Juni 1949: Central Intelligence Agency Act
- 5. Mai 1950: Uniform Code of Military Justice
- 25. Oktober 1949: Hospital Survey and Construction Amendments of 1949
- 26. Oktober 1949: Fair Labor Standards Amendment
- 31. Oktober 1949: Agricultural Act of 1949
- 10. Mai 1950: National Science Foundation Act
- 8. September 1950: Defense Production Act of 1950
- 12. September 1950: Budget and Accounting Procedures Act of 1950
- 23. September 1950: McCarran Internal Security Act
- 30. September 1950: Performance Rating Act
- 15. August 1950: Omnibus Medical Research Act
- 29. Dezember 1950: Celler-Kefauver Act

## Zusammensetzung nach Parteien

### Senat
- Demokratische Partei: 54 (Mehrheit)
- Republikanische Partei: 42
- Sonstige: 0

Gesamt: 96

### Repräsentantenhaus
- Demokratische Partei: 263 (Mehrheit)
- Republikanische Partei: 171
- Labour: 1

Gesamt: 435
Außerdem gab es noch drei nicht stimmberechtigte Kongressdelegierte.

## Amtsträger

### Senat
- Präsident des Senats: Vakant bis zum 20. Januar 1949. Dann Alben W. Barkley (D)
- Präsident pro tempore: Kenneth McKellar (D)

#### Führung der Mehrheitspartei
- Mehrheitsführer: Scott W. Lucas (D)
- Mehrheitswhip: Francis J. Myers (D)

#### Führung der Minderheitspartei
- Minderheitsführer: Kenneth S. Wherry (R)
- Minderheitswhip: Leverett Saltonstall (R)

### Repräsentantenhaus
- Sprecher des Repräsentantenhauses: Sam Rayburn (D)

#### Führung der Mehrheitspartei
- Mehrheitsführer: John W. McCormack (D)
- Mehrheitswhip: Percy Priest, (D)

#### Führung der Minderheitspartei
- Minderheitsführer: Joseph William Martin (R)
- Minderheitswhip: Leslie C. Arends (R)

## Senatsmitglieder
Im 81. Kongress vertraten folgende Senatoren ihre jeweiligen Bundesstaaten:
| Alabama - 2. John Sparkman (D) - 3. J. Lister Hill (D) Arizona - 1. Ernest McFarland (D) - 3. Carl Hayden (D) Arkansas - 2. John Little McClellan (D) - 3. J. William Fulbright (D) Kalifornien - 1. William F. Knowland (R) - 3. Sheridan Downey (D) bis zum 30. November 1950 - Richard Nixon (R) ab dem 1. Dezember 1950 Colorado - 2. Edwin C. Johnson (D) - 3. Eugene Millikin (R) Connecticut - 1. Raymond E. Baldwin (R) bis zum 16. Dezember 1949 - William Burnett Benton (D) ab dem 17. Dezember 1949 - 3. Brien McMahon (D) Delaware - 1. John J. Williams (R) - 2. J. Allen Frear (D) Florida - 1. Spessard Holland (D) - 3. Claude Pepper (D) Georgia - 2. Richard B. Russell (D) - 3. Walter F. George (D) Idaho - 2. Bert H. Miller (D) bis zum 8. Oktober 1949 - Henry Dworshak (R) ab dem 14. Oktober 1949 - 3. Glen H. Taylor (D) Illinois - 2. Paul Howard Douglas (D) - 3. Scott W. Lucas (D) Indiana - 1. William E. Jenner (R) - 3. Homer E. Capehart (R) Iowa - 2. Guy Gillette (D) - 3. Bourke B. Hickenlooper (R) Kansas - 2. Andrew Schoeppel (R) - 3. Clyde M. Reed (R) bis zum 8. November 1949 - Harry Darby (R) vom 2. Dezember 1949 bis zum 28. November 1950 - Frank Carlson (R) ab dem 29. November 1950 Kentucky - 2. Virgil Chapman (D) - 3. Alben W. Barkley (D) bis zum 19. Januar 1949 - Garrett L. Withers (D) vom 20. Januar 1949 bis zum 26. November 1950 - Earle C. Clements (D) ab dem 27. November 1950 Louisiana - 2. Allen J. Ellender (D) - 3. Russell B. Long (D) Maine - 1. Owen Brewster (R) - 2. Margaret Chase Smith (R) Maryland - 1. Herbert O’Conor (D) - 3. Millard Tydings (D) Massachusetts - 1. Henry Cabot Lodge Jr. (R) - 2. Leverett Saltonstall (R) Michigan - 1. Arthur H. Vandenberg (R) - 2. Homer S. Ferguson (R) Minnesota - 1. Edward John Thye (R) - 2. Hubert H. Humphrey (D) bzw. (Democratic Farmer Labor Party) Mississippi - 1. John C. Stennis (D) - 2. James Eastland (D) Missouri - 1. James P. Kem (R) - 3. Forrest C. Donnell (R) Montana - 1. Zales Ecton (R) - 2. James Edward Murray (D) | Nebraska - 1. Hugh A. Butler (R) - 2. Kenneth S. Wherry (R) Nevada - 1. George W. Malone (R) - 3. Pat McCarran (D) New Hampshire - 2. Styles Bridges (R) - 3. Charles W. Tobey (R) New Jersey - 1. Howard Alexander Smith (R) - 2. Robert C. Hendrickson (R) New Mexico - 1. Dennis Chavez (D) - 2. Clinton Presba Anderson (D) New York - 1. Irving Ives (R) - 3. Robert F. Wagner (D) bis zum 28. Juni 1949 - John Foster Dulles (R) vom 7. Juli bis zum 8. November 1949 - Herbert H. Lehman (D) ab dem 9. November 1949 North Carolina - 2. J. Melville Broughton (D) bis zum 6. März 1949 - Frank Porter Graham (D) vom 29. März 1949 bis zum 26. November 1950 - Willis Smith (D) ab dem 27. November 1950 - 3. Clyde R. Hoey (D) North Dakota - 1. William Langer (R) - 3. Milton Young (R) Ohio - 1. John W. Bricker (R) - 3. Robert A. Taft (R) Oklahoma - 2. Robert S. Kerr (D) - 3. Elmer Thomas (D) Oregon - 2. Guy Cordon (R) - 3. Wayne Morse (R) Pennsylvania - 1. Edward Martin (R) - 3. Francis J. Myers (D) Rhode Island - 1. J. Howard McGrath (D) bis zum 23. August 1949 - Edward L. Leahy (D) vom 24. August 1949 bis zum 18. Dezember 1950 - John O. Pastore (D) ab dem 19. Dezember 1950 - 2. Theodore F. Green (D) South Carolina - 2. Burnet R. Maybank (D) - 3. Olin D. Johnston (D) South Dakota - 2. Karl Earl Mundt (R) - 3. John Chandler Gurney (R) Tennessee - 1. Kenneth McKellar (D) - 2. Estes Kefauver (D) Texas - 1. Tom Connally (D) - 2. Lyndon B. Johnson (D) Utah - 1. Arthur Vivian Watkins (R) - 3. Elbert D. Thomas (D) Vermont - 1. Ralph Flanders (R) - 3. George Aiken (R) Virginia - 1. Harry F. Byrd Sr. (D) - 2. Absalom Willis Robertson (D) Washington - 1. Harry P. Cain (R) - 3. Warren G. Magnuson (D) West Virginia - 1. Harley M. Kilgore (D) - 2. Matthew M. Neely (D) Wisconsin - 1. Joseph McCarthy (R) - 3. Alexander Wiley (R) Wyoming - 1. Joseph C. O’Mahoney (D) - 2. Lester C. Hunt (D) |

## Mitglieder des Repräsentantenhauses
Folgende Kongressabgeordnete vertraten im 81. Kongress die Interessen ihrer jeweiligen Bundesstaaten:
| Alabama 9 Wahlbezirke - 1. Frank W. Boykin (D) - 2. George M. Grant (D) - 3. George W. Andrews (D) - 4. Sam Hobbs (D) - 5. Albert Rains (D) - 6. Edward deGraffenried (D) - 7. Carl Elliott (D) - 8. Robert Jones Jr. (D) - 9. Laurie C. Battle (D) Arizona Staatsweite Wahl - John R. Murdock (D) - Harold Patten (D) Arkansas 7 Wahlbezirke. - 1. Ezekiel Candler Gathings (D) - 2. Wilbur Daigh Mills (D) - 3. James William Trimble (D) - 4. Boyd Anderson Tackett (D) - 5. Lawrence Brooks Hays (D) - 6. William Frank Norrell (D) - 7. Oren Harris (D) Kalifornien 23 Wahlbezirke. - 1. Hubert B. Scudder (R) - 2. Clair Engle (D) - 3. J. Leroy Johnson (R) - 4. Franck R. Havenner (D) - 5. Richard J. Welch (R) bis zum 10. September 1949 - John Shelley (D) ab dem 8. November 1949 - 6. George Paul Miller (D) - 7. John Joseph Allen (R) - 8. Jack Z. Anderson (R) - 9. Cecil F. White (D) - 10. Thomas H. Werdel (R) - 11. Ernest K. Bramblett (R) - 12. Richard Nixon (R) bis zum 30. November 1950 - 13. Norris Poulson (R) - 14. Helen G. Douglas (D) - 15. Gordon L. McDonough (R) - 16. Donald L. Jackson (R) - 17. Cecil R. King (D) - 18. Clyde Doyle (D) - 19. Chester E. Holifield (D) - 20. John Carl Hinshaw (R) - 21. Harry R. Sheppard (D) - 22. John Phillips (R) - 23. Clinton D. McKinnon (D) Colorado 4 Wahlbezirke - 1. John A. Carroll (D) - 2. William S. Hill (R) - 3. John H. Marsalis (D) - 4. Wayne N. Aspinall (D) Connecticut 5 Wahlbezirke. Außerdem wurde ein Abgeordneter staatsweit gewählt - 1. Abraham A. Ribicoff (D) - 2. Chase G. Woodhouse (D) - 3. John A. McGuire (D) - 4. John Davis Lodge (R) - 5. James T. Patterson (R) - 6. Antoni Sadlak (R) staatsweit gewählt Delaware Staatsweite Wahl - Cale Boggs (R) Florida 6 Wahlbezirke - 1. J. Hardin Peterson (D) - 2. Charles Edward Bennett (D) - 3. Robert Sikes (D) - 4. George Smathers (D) - 5. Albert Sydney Herlong Jr. (D) - 6. Dwight L. Rogers (D) Georgia 10 Wahlbezirke - 1. Prince H. Preston Jr. (D) - 2. Edward E. Cox (D) - 3. Stephen Pace (D) - 4. Albert Sidney Camp (D) - 5. James Curran Davis (D) - 6. Carl Vinson (D) - 7. Henderson Lovelace Lanham (D) - 8. William M. Wheeler (D) - 9. John Stephens Wood (D) - 10. Paul Brown (D) Idaho 2 Wahlbezirke - 1. Compton I. White (D) - 2. John C. Sanborn (R) Illinois 26 Wahlbezirke - 1. William L. Dawson (D) - 2. Barratt O’Hara (D) - 3. Neil J. Linehan (D) - 4. James V. Buckley (D) - 5. Martin Gorski (D) bis zum 4. Dezember 1949 - 6. Thomas J. O’Brien (D) - 7. Adolph J. Sabath (D) - 8. Thomas S. Gordon (D) - 9. Sidney R. Yates (D) - 10. Richard W. Hoffman (R) - 11. Chester A. Chesney (D) - 12. Edgar A. Jonas (R) - 13. Ralph E. Church (R) bis zum 21. März 1950 - 14. Chauncey W. Reed (R) - 15. Noah M. Mason (R) - 16. Leo E. Allen (R) - 17. Leslie C. Arends (R) - 18. Harold Himmel Velde (R) - 19. Robert B. Chiperfield (R) - 20. Sid Simpson (R) - 21. Peter F. Mack (D) - 22. Rolla C. McMillen (R) - 23. Edward H. Jenison (R) - 24. Charles W. Vursell (R) - 25. Charles Melvin Price (D) - 26. C. W. Bishop (R) Indiana 11 Wahlbezirke - 1. Ray J. Madden (D) - 2. Charles A. Halleck (R) - 3. Thurman C. Crook (D) - 4. Edward H. Kruse (D) - 5. John R. Walsh (D) - 6. Cecil M. Harden (R) - 7. James Ellsworth Noland (D) - 8. Winfield K. Denton (D) - 9. Earl Wilson (R) - 10. Ralph Harvey (R) - 11. Andrew Jacobs (D) Iowa 8 Wahlbezirke - 1. Thomas E. Martin (R) - 2. Henry O. Talle (R) - 3. H. R. Gross (R) - 4. Karl M. Le Compte (R) - 5. Paul Cunningham (R) - 6. James I. Dolliver (R) - 7. Ben F. Jensen (R) - 8. Charles B. Hoeven (R) Kansas 6 Wahlbezirke. - 1. Albert M. Cole (R) - 2. Errett P. Scrivner (R) - 3. Herbert Alton Meyer (R) bis zum 2. Oktober 1950 - Myron V. George (R) ab dem 7. November 1950 - 4. Edward Herbert Rees (R) - 5. Clifford R. Hope (R) - 6. Wint Smith (R) Kentucky 9 Wahlbezirke - 1. Noble Jones Gregory (D) - 2. John A. Whitaker (D) - 3. Thruston Ballard Morton (R) - 4. Frank Chelf (D) - 5. Brent Spence (D) - 6. Thomas R. Underwood (D) - 7. Carl D. Perkins (D) - 8. Joe B. Bates (D) - 9. James S. Golden (R) Louisiana 8 Wahlbezirke - 1. Felix Edward Hébert (D) - 2. Hale Boggs (D) - 3. Edwin E. Willis (D) - 4. Overton Brooks (D) - 5. Otto E. Passman (D) - 6. James H. Morrison (D) - 7. Henry D. Larcade (D) - 8. A. Leonard Allen (D) Maine 3 Wahlbezirke - 1. Robert Hale (R) - 2. Charles P. Nelson (R) - 3. Frank Fellows (R) Maryland 6 Wahlbezirke. - 1. Edward Tylor Miller (R) - 2. William P. Bolton (D) - 3. Edward Garmatz (D) - 4. George Hyde Fallon (D) - 5. Lansdale Sasscer (D) - 6. James Glenn Beall (R) Massachusetts 14 Wahlbezirke - 1. John W. Heselton (R) - 2. Foster Furcolo (D) - 3. Philip J. Philbin (D) - 4. Harold Donohue (D) - 5. Edith Nourse Rogers (R) - 6. George J. Bates (R) bis zum 1. November 1949 - William H. Bates (R) ab dem 14. Februar 1950 - 7. Thomas J. Lane (D) - 8. Angier Goodwin (R) - 9. Donald W. Nicholson (R) - 10. Christian Herter (R) - 11. John F. Kennedy (D) - 12. John W. McCormack (D) - 13. Richard B. Wigglesworth (R) - 14. Joseph William Martin (R) Michigan 17 Wahlbezirke - 1. George G. Sadowski (D) - 2. Earl C. Michener (R) - 3. Paul W. Shafer (R) - 4. Clare Hoffman (R) - 5. Gerald Ford (R) - 6. William W. Blackney (R) - 7. Jesse P. Wolcott (R) - 8. Fred L. Crawford (R) - 9. Albert J. Engel (R) - 10. Roy O. Woodruff (R) - 11. Charles E. Potter (R) - 12. John B. Bennett (R) - 13. George D. O’Brien (D) - 14. Louis C. Rabaut (D) - 15. John Dingell Sr. (D) - 16. John Lesinski Sr. (D) bis zum 27. Mai 1950 - 17. George Anthony Dondero (R) Minnesota 9 Wahlbezirke - 1. August H. Andresen (R) - 2. Joseph Patrick O’Hara (R) - 3. Roy Wier (DFL= Democratic Farmer Labor Party) - 4. Eugene McCarthy (DFL) - 5. Walter Henry Judd (R) - 6. Fred Marshall (DFL) - 7. Herman Carl Andersen (R) - 8. John Blatnik (DFL) - 9. Harold Hagen (R) Mississippi 7 Wahlbezirke - 1. John E. Rankin (D) - 2. Jamie L. Whitten (D) - 3. William M. Whittington (D) - 4. Thomas Abernethy (D) - 5. W. Arthur Winstead (D) - 6. William M. Colmer (D) - 7. John Bell Williams (D) Missouri 13 Wahlbezirke - 1. Clare Magee (D) - 2. Morgan M. Moulder (D) - 3. Phil J. Welch (D) - 4. Leonard Irving (D) - 5. Richard Walker Bolling (D) - 6. George H. Christopher (D) - 7. Dewey Jackson Short (R) - 8. A. S. J. Carnahan (D) - 9. Clarence Cannon (D) - 10. Paul C. Jones (D) - 11. John B. Sullivan (D) - 12. Raymond W. Karst (D) - 13. Frank M. Karsten (D) Montana 2 Wahlbezirke - 1. Mike Mansfield (D) - 2. Wesley A. D’Ewart (R) Nebraska 4 Wahlbezirke - 1. Carl Curtis (R) - 2. Eugene Daniel O’Sullivan (D) - 3. Karl Stefan (R) - 4. Arthur L. Miller (R) Nevada Staatsweite Wahl - Walter S. Baring (D) New Hampshire 2 Wahlbezirke - 1. Chester Earl Merrow (R) - 2. Norris Cotton (R) | New Jersey 14 Wahlbezirke - 1. Charles A. Wolverton (R) - 2. T. Millet Hand (R) - 3. James C. Auchincloss (R) - 4. Charles R. Howell (D) - 5. Charles Aubrey Eaton (R) - 6. Clifford P. Case (R) - 7. J. Parnell Thomas (R) bis zum 2. Januar 1950 - William B. Widnall (R) ab dem 6. Februar 1950 - 8. Gordon Canfield (R) - 9. Harry Lancaster Towe (R) - 10. Peter Wallace Rodino (D) - 11. Hugh Joseph Addonizio (D) - 12. Robert Kean (R) - 13. Mary Teresa Norton (D) - 14. Edward J. Hart (D) New Mexico Staatsweite Wahl für zwei Abgeordnete - John E. Miles (D) - Antonio M. Fernández (D) New York 45 Wahlbezirke - 1. W. Kingsland Macy (R) - 2. Leonard W. Hall (R) - 3. Henry J. Latham (R) - 4. L. Gary Clemente (D) - 5. T. Vincent Quinn (D) - 6. James J. Delaney (D) - 7. Louis B. Heller (D) ab dem 15. Februar 1949 - 8. Joseph L. Pfeifer (D) - 9. Eugene James Keogh (D) - 10. Andrew Lawrence Somers (D) bis zum 6. April 1949 - Edna F. Kelly (D) ab dem 8. November 1949 - 11. James J. Heffernan (D) - 12. John J. Rooney (D) - 13. Donald L. O’Toole (D) - 14. Abraham J. Multer (D) - 15. Emanuel Celler (D) - 16. James J. Murphy (D) - 17. Frederic R. Coudert Jr. (R) - 18. Vito Marcantonio (American Labor Party) - 19. Arthur George Klein (D) - 20. Sol Bloom (D) bis zum 7. März 1949 - Franklin D. Roosevelt Jr. (Liberaler) ab dem 17. Mai 1949 - 21. Jacob K. Javits (R) - 22. Adam Clayton Powell Jr. (D) - 23. Walter A. Lynch (D) - 24. Isidore Dollinger (D) - 25. Charles A. Buckley (D) - 26. Christopher C. McGrath (D) - 27. Ralph W. Gwinn (R) - 28. Ralph A. Gamble (R) - 29. Katharine St. George (R) - 30. Jay Le Fevre (R) - 31. Bernard W. Kearney (R) - 32. William T. Byrne (D) - 33. Dean P. Taylor (R) - 34. Clarence E. Kilburn (R) - 35. John C. Davies (D) - 36. R. Walter Riehlman (R) - 37. Edwin Arthur Hall (R) - 38. John Taber (R) - 39. William Sterling Cole (R) - 40. Kenneth Keating (R) - 41. James W. Wadsworth Jr. (R) - 42. William L. Pfeiffer (R) - 43. Anthony F. Tauriello (D) - 44. Chester C. Gorski (D) - 45. Daniel A. Reed (R) North Carolina 12 Wahlbezirke - 1. Herbert Covington Bonner (D) - 2. John H. Kerr (D) - 3. Graham Arthur Barden (D) - 4. Harold D. Cooley (D) - 5. Richard Thurmond Chatham (D) - 6. Carl T. Durham (D) - 7. Frank Ertel Carlyle (D) - 8. Charles B. Deane (D) - 9. Robert L. Doughton (D) - 10. Hamilton C. Jones (D) - 11. Alfred L. Bulwinkle (D) bis zum 31. August 1950 - Woodrow Wilson Jones (D) ab dem 7. November 1950 - 12. Monroe Minor Redden (D) North Dakota 2 Abgeordnete die staatsweit gewählt wurden - William Lemke (R) bis zum 30. Mai 1950 - Usher L. Burdick (Nonpartisan Republican) Ohio 22 Wahlbezirke. Außerdem wurde ein Abgeordneter staatsweit gewählt. - 1. Charles H. Elston (R) - 2. Earl T. Wagner (D) - 3. Edward G. Breen (D) - 4. William Moore McCulloch (R) - 5. Cliff Clevenger (R) - 6. James G. Polk (D) - 7. Clarence J. Brown (R) - 8. Frederick Cleveland Smith (R) - 9. Thomas Henry Burke (D) - 10. Thomas A. Jenkins (R) - 11. Walter E. Brehm (R) - 12. John Martin Vorys (R) - 13. Alvin F. Weichel (R) - 14. Walter B. Huber (D) - 15. Robert T. Secrest (D) - 16. John McSweeney (D) - 17. J. Harry McGregor (R) - 18. Wayne Hays (D) - 19. Michael J. Kirwan (D) - 20. Michael A. Feighan (D) - 21. Robert Crosser (D) - 22. Frances P. Bolton (R) - 23. Stephen M. Young (D) staatsweit gewählt Oklahoma 8 Wahlbezirke - 1. Dixie Gilmer (D) - 2. William G. Stigler (D) - 3. Carl Albert (D) - 4. Tom Steed (D) - 5. A. S. Mike Monroney (D) - 6. Toby Morris (D) - 7. Victor Wickersham (D) - 8. George H. Wilson (D) Oregon 4 Wahlbezirke - 1. Walter Norblad (R) - 2. Lowell Stockman (R) - 3. Homer D. Angell (R) - 4. Harris Ellsworth (R) Pennsylvania 33 Wahlbezirke - 1. William A. Barrett (D) - 2. William T. Granahan (D) - 3. Hardie Scott (R) - 4. Earl Chudoff (D) - 5. William J. Green Jr. (D) - 6. Hugh Scott (R) - 7. Benjamin F. James (R) - 8. Franklin H. Lichtenwalter (R) - 9. Paul B. Dague (R) - 10. Harry P. O’Neill (D) - 11. Daniel J. Flood (D) - 12. Ivor D. Fenton (R) - 13. George M. Rhodes (D) - 14. Wilson D. Gillette (R) - 15. Robert F. Rich (R) - 16. Samuel K. McConnell (R) - 17. Richard M. Simpson (R) - 18. John C. Kunkel (R) - 19. Leon H. Gavin (R) - 20. Francis E. Walter (D) - 21. James F. Lind (D) - 22. James E. Van Zandt (R) - 23. Anthony Cavalcante (D) - 24. Thomas E. Morgan (D) - 25. Louis E. Graham (R) - 26. Robert L. Coffey (D) bis zum 20. April 1949 - John P. Saylor (R) ab dem 13. September 1949 - 27. Augustine B. Kelley (D) - 28. Carroll D. Kearns (R) - 29. Harry J. Davenport (D) - 30. Robert J. Corbett (R) - 31. James G. Fulton (R) - 32. Herman P. Eberharter (D) - 33. Frank Buchanan (D) Rhode Island 2 Wahlbezirke - 1. Aime Forand (D) - 2. John E. Fogarty (D) South Carolina 6 Wahlbezirke. - 1. Lucius Mendel Rivers (D) - 2. Hugo S. Sims (D) - 3. James Butler Hare (D) - 4. Joseph R. Bryson (D) - 5. James Prioleau Richards (D) - 6. John Lanneau McMillan (D) South Dakota 2 Wahlbezirke - 1. Harold Lovre (R) - 2. Francis H. Case (R) Tennessee 10 Wahlbezirke - 1. Dayton E. Phillips (R) - 2. John Jennings (R) - 3. James B. Frazier Jr. (D) - 4. Albert Gore Sr. (D) - 5. Joe L. Evins (D) - 6. Percy Priest (D) - 7. James Patrick Sutton (D) - 8. Tom J. Murray (D) - 9. Jere Cooper (D) - 10. Clifford Davis (D) Texas 21 Wahlbezirke - 1. Wright Patman (D) - 2. Jesse M. Combs (D) - 3. Lindley Beckworth (D) - 4. Sam Rayburn (D) - 5. Joseph Franklin Wilson (D) - 6. Olin E. Teague (D) - 7. Tom Pickett (D) - 8. Albert Thomas (D) - 9. Clark W. Thompson (D) - 10. Homer Thornberry (D) - 11. William R. Poage (D) - 12. Wingate H. Lucas (D) - 13. Ed Gossett (D) - 14. John E. Lyle (D) - 15. Lloyd Bentsen (D) - 16. Kenneth M. Regan (D) - 17. Omar Truman Burleson (D) - 18. Eugene Worley (D) bis zum 3. April 1950 - Ben H. Guill (R) ab dem 6. Mai 1950 - 19. George H. Mahon (D) - 20. Paul Joseph Kilday (D) - 21. O. C. Fisher (D) Utah 2 Wahlbezirke - 1. Walter K. Granger (D) - 2. Reva Beck Bosone (D) Vermont 1 Wahlbezirk (staatsweit) - 1. Charles Albert Plumley (R) Virginia 9 Wahlbezirke - 1. S. Otis Bland (D) bis zum 16. Februar 1950 - Edward John Robeson Jr. (D) ab dem 12. Mai 1950 - 2. Porter Hardy Jr. (D) - 3. J. Vaughan Gary (D) - 4. Watkins Moorman Abbitt (D) - 5. Thomas Bahnson Stanley (D) - 6. Clarence G. Burton (D) - 7. Burr Harrison (D) - 8. Howard W. Smith (D) - 9. Thomas B. Fugate (D) Washington 6 Wahlbezirke - 1. Hugh Mitchell (D) - 2. Henry M. Jackson (D) - 3. Russell V. Mack (R) - 4. Hal Holmes (R) - 5. Walt Horan (R) - 6. Thor Tollefson (R) West Virginia 6 Wahlbezirke - 1. Robert Lincoln Ramsay (D) - 2. Harley Orrin Staggers (D) - 3. Cleveland M. Bailey (D) - 4. Maurice G. Burnside (D) - 5. John Kee (D) - 6. E. H. Hedrick (D) Wisconsin 10 Wahlbezirke - 1. Lawrence H. Smith (R) - 2. Glenn Robert Davis (R) - 3. Gardner R. Withrow (R) - 4. Clement J. Zablocki (D) - 5. Andrew Biemiller (D) - 6. Frank Bateman Keefe (R) - 7. Reid F. Murray (R) - 8. John W. Byrnes (R) - 9. Merlin Hull (R) - 10. Alvin O’Konski (R) Wyoming Staatsweite Wahlen - Frank A. Barrett (R) |

Nicht stimmberechtigte Mitglieder im Repräsentantenhaus:
- Alaska-Territorium:
  - Bob Bartlett (D)
- Hawaii-Territorium:
  - Joseph Rider Farrington (R)
- Puerto Rico:
  - Antonio Fernós Isern